# 代根多夫县
代根多夫县（Landkreis Deggendorf）是德国巴伐利亚州的一个县，隶属于下巴伐利亚行政区，首府代根多夫。

## 華語譯名
由於兩岸對於德國行政區「Landkreis」翻譯的不同，台灣稱為「代根多夫郡」；中國大陸稱為「代根多夫县」。

## 地理
代根多夫县横跨多瑙河两岸，北面与雷根县，东面与弗赖翁-格拉弗瑙县，东南面与帕绍县，南面与罗特河谷-因县，西南面与丁戈尔芬-兰道县，西面与施特劳宾-博根县相邻。